# Ulica Pijarska w Piotrkowie Trybunalskim
Ulica Pijarska – ulica na Starym Mieście w Piotrkowie Trybunalskim.

## Opis
Ulica Pijarska łączy ul. Krakowskie Przedmieście z ul. Łazienną Mokrą. Długość ulicy wynosi około 120 metrów. Ulica należy do najstarszych ulic w Piotrkowie i jest częścią układu urbanistycznego Starego Miasta, który ukształtował się w XIII/XIV wieku. W 2011 został zrealizowany remont ulicy.
Przy ul. Pijarskiej położony jest zabytkowy zespół klasztorny jezuitów. Zespół składa się z barokowego kościoła św. Franciszka Ksawerego (1701–1727), starego kolegium i nowego kolegium (obecnie I Liceum Ogólnokształcące). Po kasacie zakonu jezuitów kościół i kolegium objęli pijarzy, którzy przenieśli się w 1788 z własnego zespołu klasztornego przy ul. Rwańskiej, zniszczonego w czasie pożaru w 1786. Pijarzy prowadzili w gmachach szkołę do 1833, przekształconą następnie w gimnazjum wojewódzkie.
Na kamienicy przy ul. Pijarskiej 7 umieszczona jest tablica informująca o kręceniu w tym miejscu scen do serialu Przeprowadzki (2000). Ulica pojawiła się także w filmach Ewa chce spać (1957), Święta wojna (1965), W cieniu nienawiści (1985), Daens (1992), Uprowadzenie Agaty (1993) oraz serialach Ucieczka z miejsc ukochanych (1987) i Syzyfowe prace (2000).

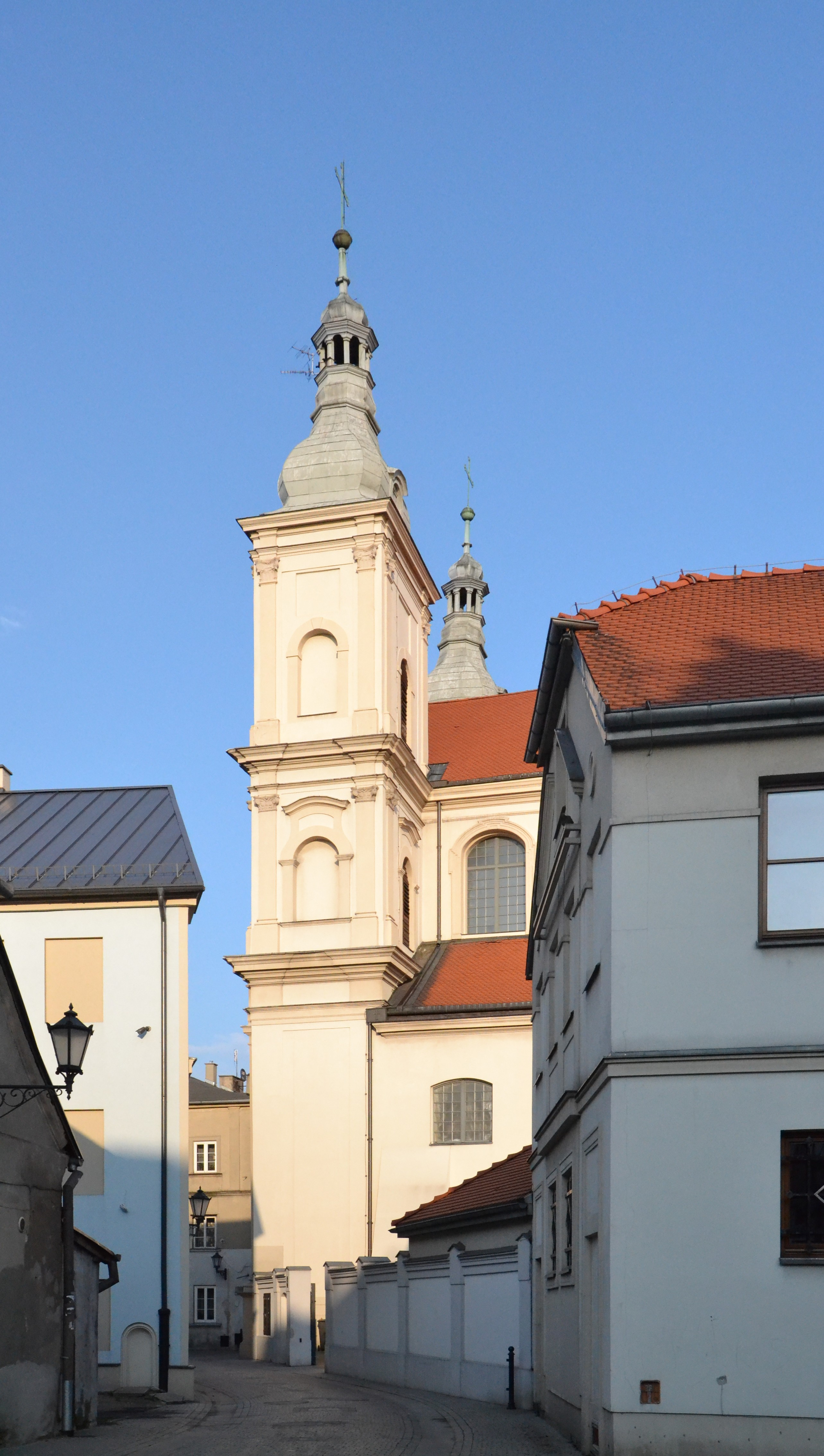
Widok od ul. Łaziennej Mokrej na kościół jezuitów
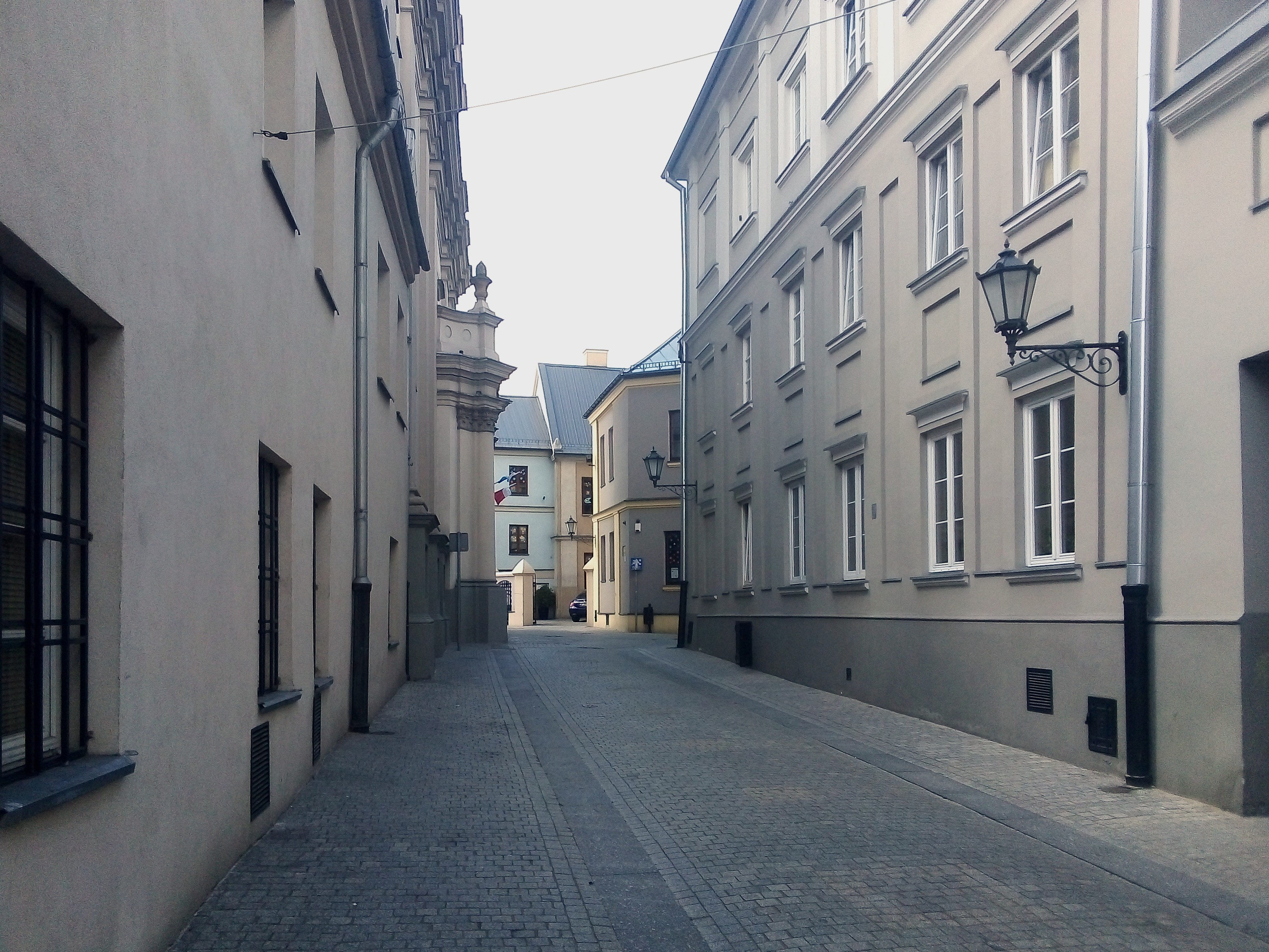
Widok w stronę kościoła jezuitów, po lewej dawne stare kolegium
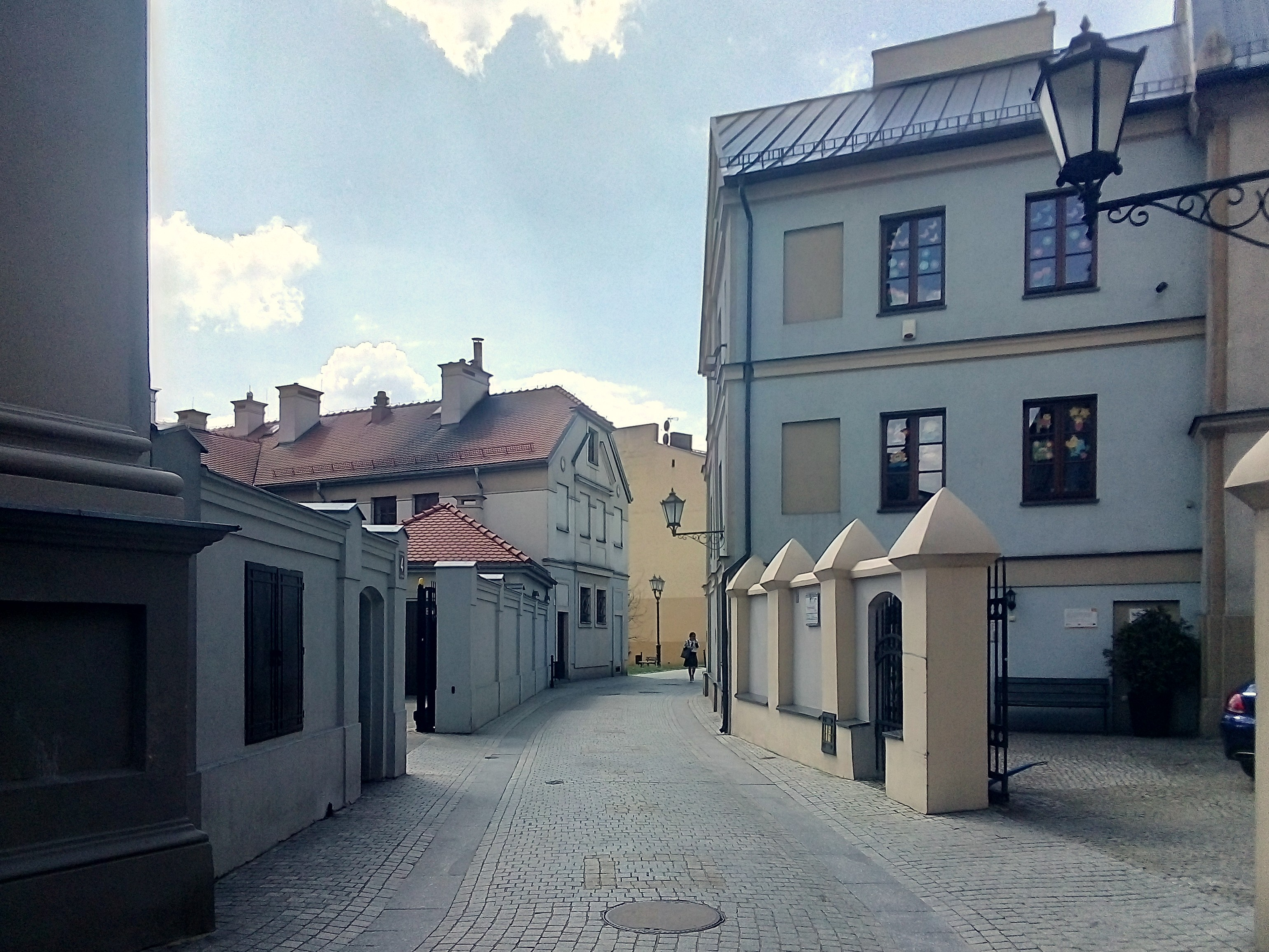
Widok od kościoła jezuitów w stronę ul. Łaziennej Mokrej
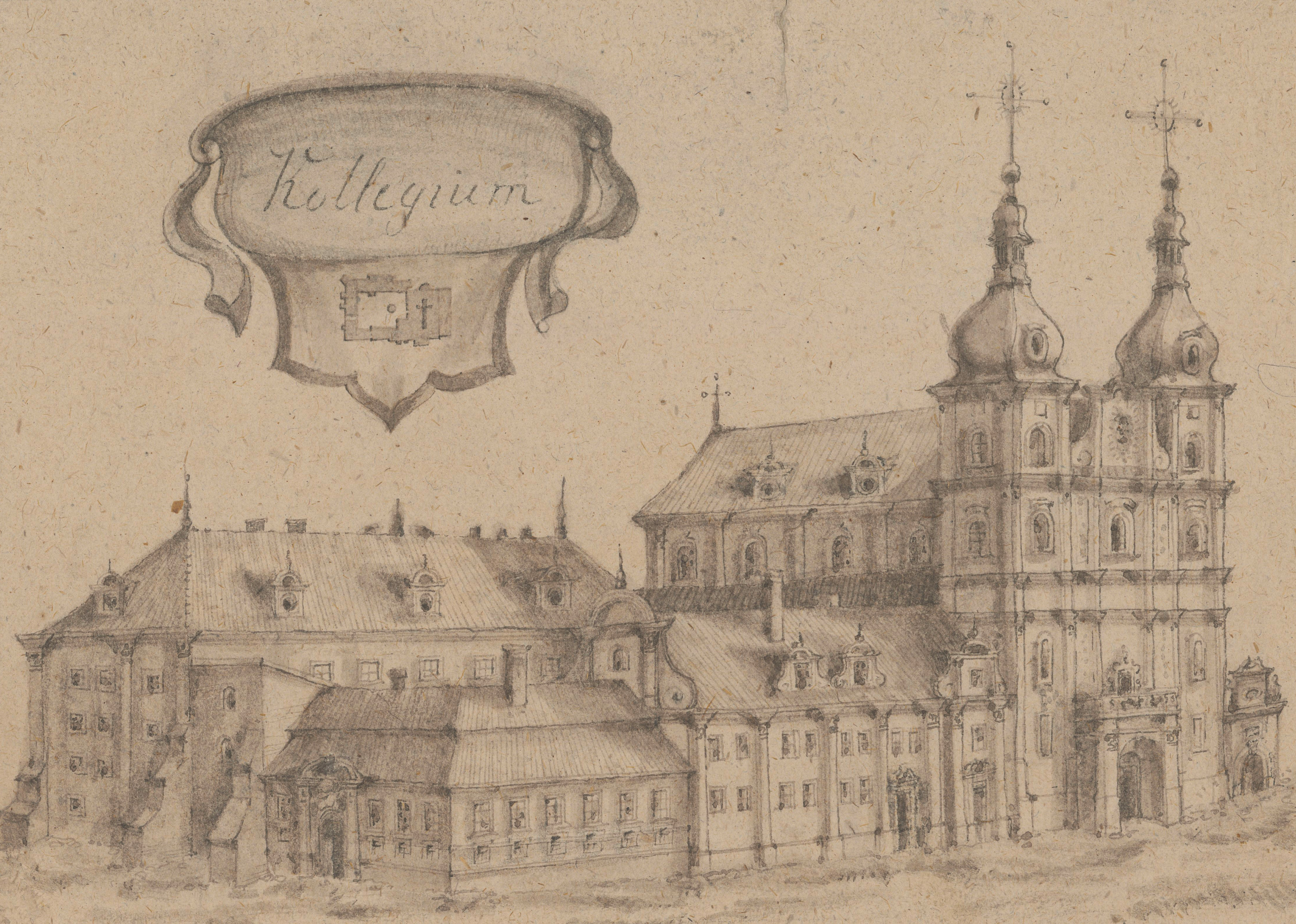
Kościół i kolegium jezuitów około 1800

## Zabytki
Ulica wraz z całym układem urbanistycznym Starego Miasta wpisana jest do rejestru zabytków pod numerem 89-IX-35 z 24.07.1948, z 1.02.1962 i z 23.02.2004.
Do rejestru zabytków wpisane są budynki:
- nr 2–4 – zespół klasztorny jezuitów:
  - kościół św. Franciszka Ksawerego
  - nowe kolegium (obecnie I Liceum Ogólnokształcące)
  - stare kolegium (klasztor)
- nr 5 (Konarskiego 4) – dom, XVII, XIX w.

Do gminnej ewidencji zabytków miasta Piotrkowa Trybunalskiego, oprócz obiektów z rejestru zabytków, są też wpisane budynki:
- nr 1 – kamienica
- nr 3 – kamienica, pocz. XVIII w.
- nr 6 – kamienica (dom zakonny jezuitów), 1892
- nr 7 – dom (oficyna kamienicy Rynek Trybunalski 10)
- nr 9 – dom